# Туле (пустеля, Аризона)

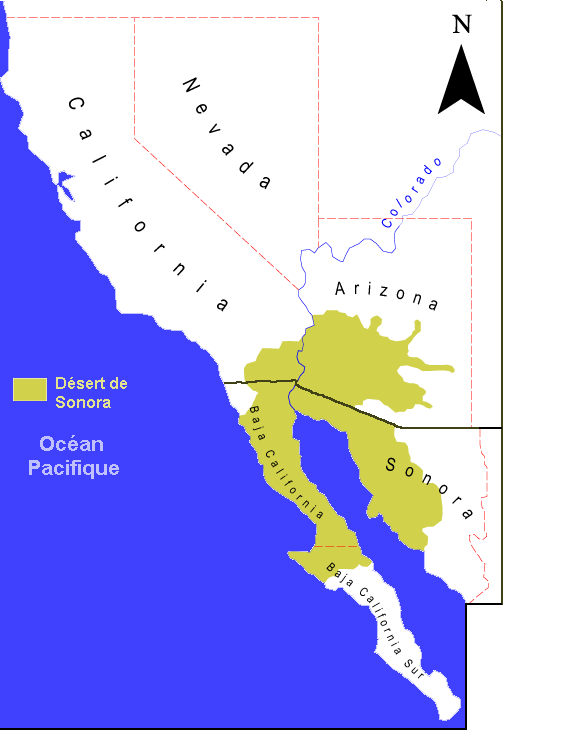
Карта пустелі Сонора

Туле (англ. Tule Desert (Arizona)) — невелика пустеля на південному заході штату Аризона, США. Розташована поблизу мексикано-американського кордону та північної межі пустелі Алтар.
Є частиною пустелі Сонора.